# Universidade Aalto

A Universidade Aalto (em finlandês:  Aalto-yliopisto; em sueco:  Aalto-universitetet) é uma instituição pública de ensino superior, situada na cidade de Espoo, na Finlândia.                                                                                                      Foi fundada em 2010 pela fusão das antigas Escola Superior de Economia de Helsínquia, Escola Superior de Artes, Design e Arquitetura de Helsínquia e Universidade de Tecnologia de Helsínquia.
                                                                                                         O seu nome é uma homenagem ao arquiteto e designer finlandês Alvar Aalto.                                                                                                         O seu campus principal está localizado em Espoo (na área Área Metropolitana de Helsínquia), dispndo ainda de edifícios em Helsínquia.